# Мар'ян Пирожок
Мар'ян Пирожок, відомий під псевдонімом Мар'ян Пиріг (нар. 9 вересня 1979, Львів) — український музикант і художник; засновник музичного гурту «ГИЧ оркестр» та проєкту «Пиріг і Батіг».

## Життєпис
Мар'ян Пирожок народився 9 вересня 1979 року у Львові. Його батько займався музикою, а дідусь співав, тож хлопець ріс у музичному середовищі. 1997 року вступив до Львівського державного лісотехнічного університету на кафедру дизайну, проте на другому курсі покинув навчання. 1999 року Мар'ян вступив до лав Збройних сил України. 
2001 року познайомився з художницею Юлією Долинською, одружилися 2003 року. Разом із дружиною займається візуальними мистецтвами, працює в техніці колажу та різних авторських техніках, роботи сюрреалістичного стилю. Мар'ян та Юлія називають себе «Ремісницькою родиною Пирожків», серед творчих доробків родини: книга «Правда про пістолетного кролика», ілюстрована поезія «Маленькі трагедії, том 1», серія картин «Дітиска», серія листівок і картин «Лемки та Гуцули».
Мар'ян створює картини зі шкіри та цвяхів, працює з деревом. Ілюстрував книжки у «Видавництві Старого Лева».

## Творчість

### «ГИЧ оркестр» (2011—2020)

«ГИЧ оркестр» на фестивалі гаївок у Дрогобичі, 2013

2011 року Мар'ян заснував музичний гурт «ГИЧ оркестр», вокаліст та гітарист гурту.

### «Польовий» (2016—2017)
2016 року випустив першу частину музичного триптиху «Польовий» — сольний альбом «Поетичний» із піснями на твори українського поета та громадського діяча Павла Тичини, зокрема на вірші його раннього творчого періоду 1909—1921 років. Альбом записаний у полях Тернопільщини, зводили його на студії звукозапису «Шпиталь Рекордс» під керівництвом Лесика Omodada. У листопаді 2017 року Пиріг випустив другу частину триптиху — авторський горор-альбом «Містичний»,  а в грудні того ж року — третю частину, фольклорний альбом «Солов'їний».

### «Сакральний гербарій» (2019)
5 червня 2019 року у галереї львівського артцентра «Дзиґа» Мар'ян Пиріг представив першу частину своєї художньої виставки «Сакральний гербарій» під назвою «Хроніки ботанічних Сьятих», якою передав свій погляд на духовність та оспівав природу. Автор задумав проєкт як еволюційний і допрацьовував та доробляв його під час експозиції. У композиціях художник використав коріння, листя, квіти та землю.
|                | Святе письмо очима рослин. Шана стихії, уклін їй та молитва. Конкретики немає. Проєкт житиме своїм життям. |
| — Мар'ян Пиріг | |

Другу частину виставки під назвою «Нетлінні мощі ботанічних Сьятих» автор представив 2 липня того ж року у львівській галереї сучасного сакрального мистецтва «Iconart». «Як автор сам зазначає, людина себе трохи відірвала від землі, від коріння. А в цьому проєкті він дуже чітко пробує нам нагадати, що ми є такою самою частиною цього всесвіту, як і кожне коріння, як і зернинка, з якої виростає коріння», — казав куратор виставки Остап Лозинський.
Третя частина виставки під назвою «Співи і Казання Ботанічних Сьятих» є записом звуків природи, вони стали звуковим супроводом другої частини триптиха. Звуки природи автор вважає молитвою: «Я їх назвав нічна Служба Божа лісова, ранішня лугова, співи польові обідні. Мається на увазі, що на природі правиться кожен день, кожної секунди».
2021 року виставка «Сакральний гербарій» проходила у франківському Палаці Потоцьких.

### «Пиріг і Батіг» (з 2020)

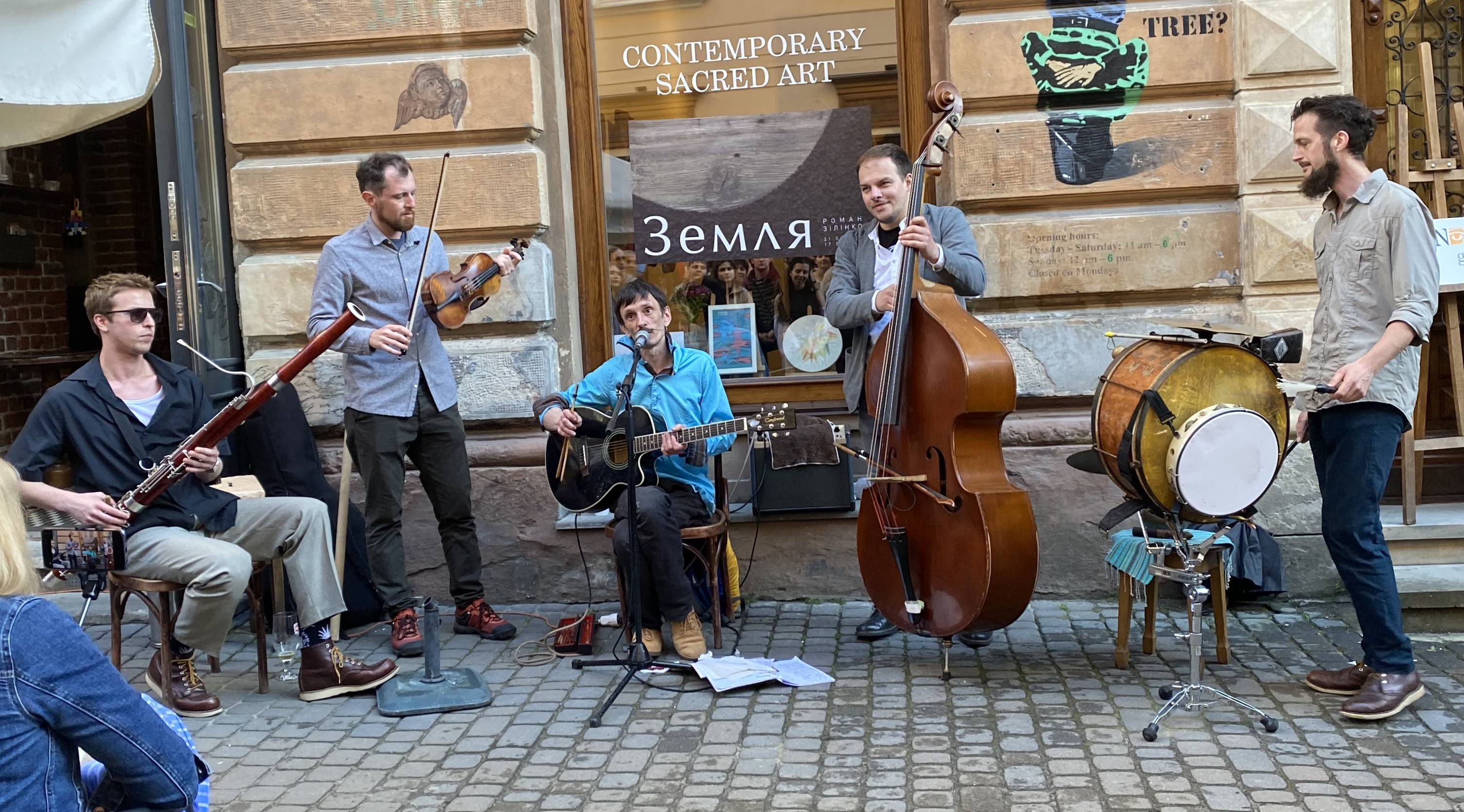
«Пиріг і Батіг» на фестивалі «Свято музики у Львові», 2022

2020 року Мар'ян заснував проєкт «Пиріг і Батіг», у межах якого з іншими музикантами продовжив співати поезію українських класиків: Павла Тичини, Степана Руданського, Тараса Шевченка, Богдана-Ігоря Антонича, Володимира Сосюри, Василя Стуса та інших. Мета проєкту — популяризація української мови.